# Lotta König
Lotta König (* 1983/84) ist eine deutsche Fremdsprachendidaktikerin (Fachdidaktik Englisch) und Professorin für die Didaktik englischsprachiger Literaturen und Kulturen an der Universität Bielefeld.

## Leben
Lotta König studierte Englisch und Französisch auf Lehramt an der Georg-August-Universität Göttingen, wo sie 2016 mit einer Arbeit zum Thema Gender-Reflexion mit Literatur – eine Konzeption für den kulturwissenschaftlich orientierten Fremdsprachenunterricht promoviert wurde. Für ihre Dissertation, die laut einer Rezension in dem Anglia-Supplement English and American Studies in German ein „Beitrag und eine Einladung zu mehr Forschung über die Vermittlung von Themen mit kultureller Relevanz durch Literatur“ ist, erhielt sie den Preis für herausragende Abschlussarbeiten im Bereich Geschlechterforschung des Göttinger Centrums für Geschlechterforschung (GCG).
Nach der Promotion absolvierte sie das Referendariat und war als Lehrerin an Gesamtschulen sowie als Postdoktorandin in den Göttinger Didaktik-Arbeitsbereichen der Anglistik und Romanistik tätig. Seit Ende 2019 ist sie ordentliche Professorin für die Didaktik englischsprachiger Literaturen und Kulturen an der Universität Bielefeld.

## Forschung
Königs Forschungsschwerpunkte umfassen das kritische kulturelle Lernen, den Fremdsprachenerwerb an außerschulischen Lernorten, Konzepte von Sprachmittlung und diversitätssensible Literaturdidaktik, zu deren Theoriebildung sie unter anderem durch den „Entwurf einer kulturwissenschaftlich fundierten Konzeptualisierung von Genderreflexion im fremdsprachlichen Literaturunterricht“ (Helene Decke-Cornill) beigetragen hat.
In einem Artikel aus dem Jahr 2021 fordert König gemeinsam mit Grit Alter und Thorsten Mense auf Basis einer Lehrbuchanalyse der Klassenstufe 9 „eine stärkere Berücksichtigung von Diversität und Inklusion in Lehrwerken, um eine realistischere und gerechtere Darstellung der Gesellschaft zu fördern“, so David Gerlach und Mareen Lüke.

## Schriften (Auswahl)

### Bücher
- Gender-Reflexion mit Literatur im Englischunterricht (= Literatur-, Kultur- und Sprachvermittlung). J. B. Metzler, Wiesbaden 2018, ISBN 978-3-658-20555-3 (zugleich: Dissertation, Universität Göttingen, 2016).
- Hrsg. mit Birgit Schädlich, Carola Surkamp: unterricht_kultur_theorie: Kulturelles Lernen im Fremdsprachenunterricht gemeinsam anders denken. J. B. Metzler, Berlin 2022, ISBN 978-3-662-63781-4.

### Beiträge
- Teaching Gender Reflection! Theoretische Grundlagen und literaturdidaktische Unterrichtsbeispiele für einen genderreflektierenden Englischunterricht. In: Juliette Wedl, Annette Bartsch (Hrsg.): Teaching Gender? Zum reflektierten Umgang mit Geschlecht im Schulunterricht und in der Lehramtsausbildung. Transcript, Bielefeld 2015, ISBN 978-3-8376-2822-7, S. 261–288.
- On beauty ideals and body norms. Schönheits- und Körpernormen als Thema in einer Kritischen Fremdsprachendidaktik. In: David Gerlach (Hrsg.): Kritische Fremdsprachendidaktik. Grundlagen, Ziele, Beispiele. Narr Francke Attempto, Tübingen 2020, ISBN 978-3-8233-8328-4, S. 125–144.
- mit Grit Alter, Thorsten Mense: All inclusive? Eine kritische Lehrbuchanalyse zur Repräsentation von Diversität in Englischlehrbüchern der Klassenstufe 9. In: Zeitschrift für Fremdsprachenforschung. Band 32, Nr. 1, 2021, S. 81–104 (dgff.de [PDF; 506 kB]).